# Pétrolette
 (mai 2018).
Si vous disposez d'ouvrages ou d'articles de référence ou si vous connaissez des sites web de qualité traitant du thème abordé ici, merci de compléter l'article en donnant les références utiles à sa vérifiabilité et en les liant à la section « Notes et références ».
Pétrolette est le nom d'un modèle de motocyclette ancienne française (nom inventé par le journaliste Pierre Giffard du Petit Journal).
Ce modèle fut produit en France par les fabricants H.O. Duncan et L. Suberbie, qui ont acheté les droits de production pour la France à H&W (Hildebrand et Wolfmüller).
L'engin est d'un bicylindre à quatre temps, produit à partir de 1895.
Elle fut la seule moto à terminer l'épreuve[réf. nécessaire] Paris-Bordeaux-Paris le 11 juin 1895, première course moto du monde, après 47 heures de fonctionnement (pilotée par Georges Osmont).
Ces machines se vendirent bien, mais leur fonctionnement était tellement mauvais que les fabricants furent condamnés à rembourser leurs clients. Ils cédèrent la marque à un successeur, qui cessa la fabrication très rapidement
Ce nom est devenu un mot du langage familier et argotique, désignant tout moyen de locomotion, un peu désuet, bruyant, pétaradant, en particulier les vieux cyclomoteurs.
Par extension, machine désuète.